# Линейная комбинация

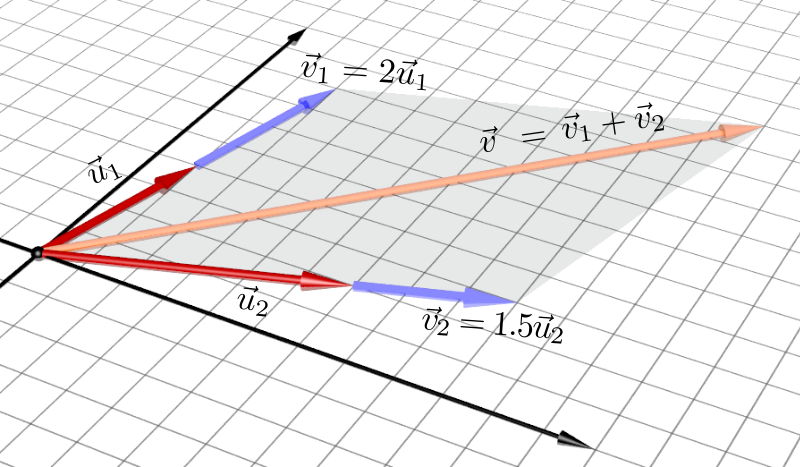
— линейная комбинация векторов и :

Лине́йная комбина́ция — выражение, построенное на множестве элементов путём умножения каждого элемента на коэффициенты с последующим сложением результатов (например, линейной комбинацией {\displaystyle x} и {\displaystyle y} будет выражение вида {\displaystyle ax+by}, где {\displaystyle a} и {\displaystyle b} — коэффициенты).
Понятие линейной комбинации является одним из ключевых в линейной алгебре и смежных областях математики. В классическом случае линейная комбинация рассматривается в контексте векторных пространств, но существуют обобщения на произвольные модули над кольцами и бимодули

## Определение
Пусть {\displaystyle K} — поле (например, поле {\displaystyle \mathbb {R} } вещественных чисел) и {\displaystyle V} — векторное пространство над {\displaystyle K} (элементы {\displaystyle V} — векторы, а элементы {\displaystyle K} — скаляры).
Если {\displaystyle v_{1},\dots ,v_{n}} — векторы, а {\displaystyle a_{1},\dots ,a_{n}} — скаляры, то линейная комбинация этих векторов со скалярами в качестве коэффициентов — это:
{\displaystyle a_{1}v_{1}+a_{2}v_{2}+a_{3}v_{3}+\cdots +a_{n}v_{n}}.
Имеется некоторая двусмысленность в применении понятия «линейная комбинация», поскольку оно может относиться как к самому выражению, так и его результату. В большинстве случаев подразумевается значение, так как множество всех линейных комбинаций {\displaystyle v_{1},\dots ,v_{n}} всегда образует подпространство. Однако можно сказать также «две различные линейные комбинации могут дать то же самое значение» и в этом случае под линейной комбинацией следует понимать выражение. Слабо уловимая разница между этими понятиями является сущностью понятия линейной зависимости — семейство векторов {\displaystyle F} линейно независимо в точности тогда, когда любая линейная комбинация векторов из {\displaystyle F} (как значение) единственна (как выражение). В любом случае, даже если линейная комбинация рассматривается как выражение, всё это относится к коэффициентам для каждого {\displaystyle v_{i}}; тривиальные изменения (например, перестановки элементов или добавление элементов с нулевыми коэффициентами) не дают другой линейной комбинации.
В зависимости от ситуации, {\displaystyle K} и {\displaystyle V} могут быть заданы явно, или они могут быть очевидны из контекста. В последнем случае часто говорят о линейной комбинации векторов {\displaystyle v_{1},\dots ,v_{n}} с произвольными коэффициентами (за исключением того, что они должны принадлежать {\displaystyle K}). Или, если {\displaystyle S} — подмножество {\displaystyle V}, то можно говорить о линейной комбинации векторов из {\displaystyle S}, где и коэффициенты, и векторы не специфицированы — за исключением того требования, что векторы должны принадлежать множеству {\displaystyle S}, а коэффициенты — полю {\displaystyle K}). Наконец, можно говорить просто о линейной комбинации, где ничто не специфицировано (за исключением того, что вектора должны принадлежать множеству {\displaystyle V}, а коэффициенты — полю {\displaystyle K}). В этом случае, скорее всего, речь идёт о выражениях, поскольку любой вектор в {\displaystyle V} определённо является значением некоторой линейной комбинации.
По определению, линейная комбинация включает только конечное число векторов (за исключением специальных обобщений).
Однако множество {\displaystyle S}, из которого берутся векторы, может быть бесконечным. Каждая же индивидуальная линейная комбинация включает лишь конечное число векторов из этого множества.
Также нет причин, чтобы {\displaystyle n} не мог быть нулём: считается, что в этом случае результат линейной комбинации будет нулевым вектором в {\displaystyle V}.

## Примеры и контрпримеры

### Векторы
Пусть поле {\displaystyle K} — множество {\displaystyle \mathbb {R} } вещественных чисел, а пространство векторов {\displaystyle V} — евклидово пространство {\displaystyle \mathbb {R} ^{3}}. Любой вектор в {\displaystyle \mathbb {R} ^{3}} является линейной комбинацией единичных векторов {\displaystyle e_{1}=(1,0,0),e_{2}=(0,1,0),e_{3}=(0,0,1)}. Например, вектор {\displaystyle (a_{1},a_{2},a_{3})} можно записать:
{\displaystyle (a_{1},a_{2},a_{3})=(a_{1},0,0)+(0,a_{2},0)+(0,0,a_{3})}
{\displaystyle =a_{1}(1,0,0)+a_{2}(0,1,0)+a_{3}(0,0,1)}
{\displaystyle =a_{1}e_{1}+a_{2}e_{2}+a_{3}e_{3}.}

### Функции
Пусть {\displaystyle K} — множество {\displaystyle \mathbb {C} } всех комплексных чисел, и пусть {\displaystyle V} — множество всех непрерывных функций из вещественной прямой {\displaystyle \mathbb {R} } в комплексную плоскость {\displaystyle \mathbb {C} }. Взяв векторы (функции) {\displaystyle f} и {\displaystyle g}, определённые формулами (здесь {\displaystyle e} — основание натурального логарифма и {\displaystyle i} — мнимая единица):
{\displaystyle f(t)=e^{it}}, {\displaystyle g(t)=e^{-it}},
можно получить среди прочих следующие их линейные комбинации:
- {\displaystyle \cos t={\begin{matrix}{\frac {1}{2}}\end{matrix}}e^{it}+{\begin{matrix}{\frac {1}{2}}\end{matrix}}e^{-it}},
- {\displaystyle 2\sin t=(-i)e^{it}+(i)e^{-it}}.

С другой стороны, постоянная функция {\displaystyle h(x)=3} не является линейной комбинацией {\displaystyle f} и {\displaystyle g}.

### Многочлены
Пусть {\displaystyle K} — это {\displaystyle \mathbb {R} }, {\displaystyle \mathbb {C} } или любое поле, и пусть {\displaystyle V} — множество {\displaystyle P} всех многочленов с коэффициентами из {\displaystyle K}.
Пусть заданы векторы (многочлены) {\displaystyle p_{1}=1,p_{2}=x+1,p_{3}=x^{2}+x+1}.
Является ли многочлен x2 − 1 линейной комбинацией p1, p2 и p3?
Чтобы это определить, является ли многочлен {\displaystyle x^{2}-1} линейной комбинацией {\displaystyle p_{1},p_{2},p_{3}} можно записать комбинацию с произвольными коэффициентами {\displaystyle a_{1},a_{2},a_{3}} и приравнять её к данному многочлену:
{\displaystyle a_{1}(1)+a_{2}(x+1)+a_{3}(x^{2}+x+1)=x^{2}-1}.
Раскрыв скобки:
{\displaystyle (a_{1})+(a_{2}x+a_{2})+(a_{3}x^{2}+a_{3}x+a_{3})=x^{2}-1},
и приведя однородные многочлены:
{\displaystyle a_{3}x^{2}+(a_{2}+a_{3})x+(a_{1}+a_{2}+a_{3})=1x^{2}+0x+(-1)},
получается:
{\displaystyle a_{3}=1,\quad a_{2}+a_{3}=0,\quad a_{1}+a_{2}+a_{3}=-1}.
Решением этой системы линейных уравнений является {\displaystyle a_{1}=-1,a_{2}=-1,a_{3}=1}.
Таким образом, данный многочлен записывается линейной комбинацией {\displaystyle p_{1},p_{2},p_{3}}:
{\displaystyle x^{2}-1=-1-(x+1)+(x^{2}+x+1)=-p_{1}-p_{2}+p_{3}}.
Другой пример — {\displaystyle x^{3}-1}, он не может быть представлен линейной комбинацией {\displaystyle p_{1},p_{2},p_{3}}:
{\displaystyle 0x^{3}+a_{3}x^{2}+(a_{2}+a_{3})x+(a_{1}+a_{2}+a_{3})}
{\displaystyle =1x^{3}+0x^{2}+0x+(-1),}
приравняв теперь коэффициенты для {\displaystyle x^{3}}, получаем противоречие {\displaystyle 0=1}.

## Линейная оболочка
Пусть {\displaystyle S=\{v_{1},\dots ,v_{n}}} — векторы в некотором векторном пространстве {\displaystyle V} над некоторым полем {\displaystyle K}. Множество всех линейных комбинаций этих векторов называется линейной оболочкой (или просто оболочкой) векторов из {\displaystyle S}. Обозначения — {\displaystyle \mathrm {span} (S)} или {\displaystyle \mathrm {Sp} (S)}:
{\displaystyle \mathrm {Sp} (v_{1},\ldots ,v_{n}):=\{a_{1}v_{1}+\cdots +a_{n}v_{n}\mid a_{1},\ldots ,a_{n}\subseteq K\}}.

## Линейная независимость
Для некоторых наборов {\displaystyle v_{1},\dots ,v_{n}} векторы могут быть представлены в виде линейной комбинации неоднозначно:
{\displaystyle v=\sum a_{i}v_{i}=\sum b_{i}v_{i}}, где {\displaystyle (a_{i})\neq (b_{i})}.
Если вычесть третий член равенства из второго и обозначить коэффициенты {\displaystyle c_{i}=a_{i}-b_{i}}, получим нетривиальную комбинацию, дающую в результате нулевой вектор:
{\displaystyle 0=\sum c_{i}v_{i}.}
Если такое возможно, набор {\displaystyle v_{1},\dots ,v_{n}} называют линейно зависимым. В противном случае — линейно независимым. Аналогичным образом говорят о зависимости или независимости произвольного множества векторов {\displaystyle S}.
Если {\displaystyle S} — линейно независимо и оболочка {\displaystyle S} совпадает с {\displaystyle V}, говорят, что {\displaystyle S} является базисом в {\displaystyle V}.

## Аффинная, коническая и выпуклая комбинации
Если наложить на коэффициенты, используемые в линейной комбинации, некоторые условия, получим понятия концепции барицентрической комбинации (или аффинной комбинации), конической комбинации и выпуклой комбинации, а также соответствующие понятия множеств таких линейных комбинаций.
| Тип комбинации              | Ограничения на коэффициенты                                | Название множества        | Модель пространства              |
| --------------------------- | ---------------------------------------------------------- | ------------------------- | -------------------------------- |
| Линейная комбинация         | без ограничений                                            | Векторное подпространство | {\displaystyle \mathbf {R} ^{n}} |
| Барицентрическая комбинация | {\displaystyle \sum a_{i}=1}                               | Аффинное подпространство  | Аффинная гиперплоскость          |
| Коническая комбинация       | {\displaystyle a_{i}\geq 0}                                | Выпуклый конус            | Квадрант / Октант                |
| Выпуклая комбинация         | {\displaystyle a_{i}\geq 0} и {\displaystyle \sum a_{i}=1} | Выпуклое множество        | Симплекс                         |

Поскольку здесь имеют место ограничения на вид комбинаций, то получаем в результате более широкие классы объектов. Таким образом, понятия аффинных подмножеств, выпуклых конусов и выпуклых множеств выступают как обобщения понятия векторного подпространства: векторное подпространство одновременно является также и аффинным подпространством, и выпуклым конусом, и выпуклым множеством, но выпуклое множество совсем не обязательно будет векторным или аффинным подпространством или выпуклым конусом.
Эти понятия возникают, когда берут определённые линейные комбинации объектов, но не любые. Например, распределения вероятностей замкнуты относительно операции образования выпуклых комбинаций (и образуют выпуклое множество), но не конических, барицентрических или линейных. Меры множеств замкнуты относительно операции образования конических комбинаций, но не барицентрических или линейных (последние комбинации определяют заряды).
Линейную и барицентрическую комбинации можно определить для любого поля (или кольца), а коническая и выпуклая комбинации требуют понятия «положительный», так что их можно определить только над упорядоченным полем (или упорядоченным кольцом).
Если разрешено только умножение на скаляр, но не сложение, получим (не обязательно выпуклый) конус. Часто ограничиваются умножением только на положительные скаляры.

## Теория операд
На более общем языке теории операд можно рассматривать векторные пространства как алгебры над операдой {\displaystyle \mathbb {R} ^{\infty }} (бесконечная прямая сумма, в которой только конечное число членов ненулевые), которая параметризует линейные комбинации. (Например, вектор {\displaystyle (2,3,-5,0,\dots )} в таком подходе соответствует линейной комбинации {\displaystyle 2v_{1}+3v_{2}-5v_{3}+0v_{4}+\cdots }.) Подобным же образом можно рассматривать барицентрические, конические и выпуклые комбинации как соответствующие подоперадам, у которых члены в сумме дают 1, члены которых неотрицательны, или и то, и другое; такие комбинации будут бесконечными аффинными гиперплоскостями, бесконечными гипероктантами и бесконечными симплексами.
С этой точки зрения линейная комбинация может рассматриваться как наиболее общая операция в векторном пространстве — если векторное пространство является алгеброй над операдой линейной комбинации, это в точности означает, что все возможные алгебраические операции в векторном пространстве являются линейными комбинациями.
Основные операции сложения и умножения на скаляр вместе с существованием аддитивного равенства и аддитивной инверсии нельзя скомбинировать более сложным образом, чем образованием линейной комбинации. Эти основные операции являются генерирующим множеством для операды всех линейных комбинаций.

## Обобщения
Если {\displaystyle V} — топологическое векторное пространство, то можно, если существенным образом использовать топологию {\displaystyle V}, придать смысл некоторым бесконечным линейным комбинациям элементов данного пространства. Например, можно было бы говорить о {\displaystyle a_{1}v+a_{2}v+a_{3}v+\dots } (до бесконечности). Такие бесконечные линейные комбинации не всегда имеют смысл: обычно смысл удаётся придать лишь сходящимся комбинациям. Увеличение запаса допустимых линейных комбинаций может привести к изменению объёма понятий оболочки, линейной независимости и базиса.
Если {\displaystyle K} — коммутативное кольцо, а не поле, то всё, что говорилось о линейных комбинациях выше, обобщается на этот случай без изменений. Единственная разница — такие пространства именуются модулями (а не векторными пространствами), и не все результаты, справедливые применительно к векторным пространствам, остаются справедливыми и для модулей.
Если {\displaystyle K} — некоммутативное кольцо, то понятие линейной комбинации с коэффициентами из {\displaystyle K} также можно ввести — с одной особенностью: поскольку модули над некоммутативным кольцом могут быть левые и правые, то и линейная комбинация может тоже быть левой и правой.
Более сложной является ситуация, когда {\displaystyle V} — бимодуль над двумя кольцами {\displaystyle K_{L}} и {\displaystyle K_{R}}. В этом случае наиболее общий вид линейной комбинации таков:
{\displaystyle a_{1}v_{1}b_{1}+\cdots +a_{n}v_{n}b_{n}},
где {\displaystyle a_{1},\dots ,a_{n}} принадлежат {\displaystyle K_{L}}, {\displaystyle b_{1},\dots ,b_{n}} принадлежат {\displaystyle K_{R}} и {\displaystyle v_{1},\dots ,v_{n}} принадлежат {\displaystyle V}.